# Puntate de La febbre dell'oro: miniere perdute
Questa è la lista delle puntate de La febbre dell'oro: miniere perdute.
| nº               | Titolo originale    | Titolo italiano      | Prima TV USA     | Prima TV Italia   |
| Prima stagione   | Prima stagione      | Prima stagione       | Prima stagione   | Prima stagione    |
| ---------------- | ------------------- | -------------------- | ---------------- | ----------------- |
| 1                | Dozer Dave Returns  | Il ritorno di Dave   | 5 aprile 2019    | 19 giugno 2019    |
| 2                | Rookie Mistakes     | Errori               | 12 aprile 2019   | 26 giugno 2019    |
| 3                | Paydirt Mystery     | Il mistero           | 19 aprile 2019   | 3 luglio 2019     |
| 4                | Last Chance Cut     | Ultima possibilità   | 26 aprile 2019   | 10 luglio 2019    |
| Seconda stagione |                     |                      |                  |                   |
| 1                | Rocky Mountain Gold | L'oro delle montagne | 21 febbraio 2020 | 2 settembre 2020  |
| 2                | Big Bowl Bet        | Primi problemi       | 28 febbraio 2020 | 9 settembre 2020  |
| 3                | Vanishing Gold      | Oro svanito          | 6 marzo 2020     | 16 settembre 2020 |
| 4                | Gold Will Surrender | Giù di corda         | 13 marzo 2020    | 23 settembre 2020 |
| 5                | Back on Gold        | Il ritorno           | 20 marzo 2020    | 30 settembre 2020 |
| 6                | Boundary Blowout    | Confini pericolosi   | 27 marzo 2020    | 7 ottobre 2020    |
| 7                | Blue Room Bonanza   | Scoperta epocale     | 3 aprile 2020    | 14 ottobre 2020   |
| 8                | All In              | All In               | 10 aprile 2020   | 21 ottobre 2020   |